# 山口壮
山口壮（日语：／ Yamaguchi Tsuyoshi，1954年10月3日—），日本自由民主黨籍政治人物，出生於兵库县相生市，現任環境大臣，從2003年至今共當選過7屆眾議院議員。曾先後為新進黨及民主黨的黨員，2013年退出民主黨後於2015年正式加入自民黨，在自民黨內屬於志帥會（二階派）。

## 生平
1954年，山口壮出生在日本兵库县相生市，他曾先后在淳心学院高等学校、东京大学、约翰·霍普金斯大学读书。大学毕业后，他同伊原纯一、小林弘裕一同进入外务省。
1989年，山口壮出任中华人民共和国日本大使馆一等书记官、1991年出任巴基斯坦日本大使馆一等书记官、1993年出任联合国日本大使馆一等书记官、1995年出任外务省综合外交政策局国际科学协力室长。
1996年，第41届日本众议院议员总选，山口壮被公荐新进党在兵库县第12区的竞选，被河本敏夫的儿子自民党的河本三郎击败落选。2000年，新进党解散，在第42届众议院议员选举，再次在兵库第12区的以无所属身份参选，成功选上。
2011年7月，山口壮接替平野达男出任内阁副大臣。9月，山口壮出任野田佳彦内阁外务省副大臣。
2013年退出民主黨後，雖然並未即刻加入自民黨，但成了自民黨派閥志帥會（二階派）的成員；2015年正式加入自民黨。
2021年10月，接替小泉進次郎出任岸田內閣的環境大臣。

## 政治思想
- 山口壮主张日本援助朝鲜，但是朝鲜也必须逐步实现民主化。[1]

- 2009年，朝鲜发射光明星2号，山口壮对麻生内阁非难。[2]

- 2010年10月20日，中国渔船与日本巡逻船钓鱼岛相撞事件，支持日本海上保安厅用武装暴力解决问题。

## 亲属
- 森国造
- 中村庸一郎
- 森武臣
- 中村正三郎